# Histoire des jeux vidéo en réseau
Un jeu en réseau ou jeu en ligne est un jeu jouable par le biais d'un réseau informatique. Les premiers jeux en réseau datent du début des années 1970, bien que fonctionnant en fait sur un seul ordinateur relié à plusieurs terminaux (l'équivalent d'un minitel), plusieurs joueurs peuvent s'affronter en temps réel à distance. Ce n'est qu'en 1973 que le premier jeu en réseau utilisant plusieurs ordinateurs apparait, il s'agit de Maze War tournant sur deux Imlac PDS-1 reliés par un câble série.

## Les jeux en réseau sur mainframe (1969 - fin 1980)
En 1969, Rick Blomme écrit une version deux joueurs pour le système PLATO du fameux Spacewar! du MIT. Le PLATO était l'un des premiers systèmes à temps partagé destinés à l’expérimentation de l'utilisation des ordinateurs pour l'éducation. Construit à la fin des années 1960 à l'Université de l'Illinois/Urbana, il comptait déjà plus de 1000 utilisateurs en 1972.
En 1978, le PLATO avait des nombreux jeux multijoueurs dont des MUD, des jeux de combat aériens, de tank, de vaisseaux spatiaux, avec des fonctionnalités tel que des univers persistants, une messagerie pour les joueurs et jusqu'à 32 joueurs simultanés,.

## Les jeux en réseau sur plusieurs ordinateurs

### 1973:Maze War
En été 1973, Maze War est écrit par des étudiants en stage au centre de recherche Ames de la NASA utilisant des ordinateurs Imlac PDS-1. Les auteurs ajoutèrent la possibilité de jouer à deux en connectant deux IMLAC ensemble avec un câble série. C'est le tout premier jeu utilisant deux ordinateurs et communiquant en P2P, Maze War est également considéré comme le tout premier jeu de tir à la première personne.
Fin 1973, l'auteur du jeu Greg Thompson écrivit une version serveur du jeu s'exécutant sur un mainframe DEC-20 permettant jusqu'à 8 IMLACs de jouer l'un contre l'autre. C'est le tout premier serveur dédié et le tout premier jeu en réseau client-serveur.
Les December 20 du MIT étaient connectés au réseau ARPANET, de ce fait chaque personne utilisant un Imlac dans d'autres sites reliés à ARPANET pouvait jouer contre des joueurs du MIT en se connectant à leur serveur en utilisant le protocole TIP et NCP du réseau ARPANET. Maze War est le seul jeu à avoir utilisé les protocoles du réseau ARPANET directement.

### 1983: SGI Dogfight
En 1983, Gary Tarolli écrivit un simulateur de vol pour des stations de travail Silicon Graphics. En 1984, la possibilité de jouer en réseau est ajoutée en connectant deux machines avec un câble série tout comme pour Maze War. Ensuite le support du protocole XNS fut ajouté permettant plusieurs stations de jouer sur un réseau Ethernet. En 1986, le support du protocole IP et UDP est également ajouté (port 5130), faisant de SGI Dogfight le tout premier jeu supportant le protocole IP d'Internet.

### 1987:MIDI Maze
En 1987 sort sur Atari ST MIDI Maze qui reprend le concept de Maze War avec de meilleurs graphismes et la possibilité de jouer jusqu'à 16 joueurs en connectant 16 Atari ST dans un réseau MIDI en boucle. Ce jeu est le premier jeu de tir à la première personne et le premier jeu en réseau sur console de salon.

### Sur PC
Les premiers jeux en réseau sur PC utilisaient un câble série nullmodem (en) pour relier deux PC ensemble. La plupart de ces jeux pouvaient également utiliser un modem relié au port série, permettant de jouer à distance en utilisant une ligne téléphonique. Ces jeux étaient de ce fait limités à deux joueurs.
Une fois le matériel réseau plus accessible et plus répandu (notamment en entreprise), de nombreux jeux (à commencer par DOOM) utilisèrent le protocole IPX permettant un plus grand nombre de joueurs et l'utilisation de différents matériels réseau supportant ce protocole (Token Ring, Ethernet).
Pour finir les jeux utilisèrent la suite de protocole TCP/IP telle que les jeux de nos jours permettant leur utilisation sur Internet.

### Sur Atari ST
Les jeux en réseau avaient deux moyens de faire communiquer ensemble des Atari ST, ils pouvaient utiliser un réseau MIDI en boucle comme le fait MIDI Maze (de 2 à 16 joueurs) ou utiliser le port série de la machine avec un câble nullmodem (limité à 2 joueurs) comme dans Stunt Car Racer.

### SurMega DriveetSuper NES
Sur ces deux consoles un accessoire du nom de XBAND permet de jouer à certains jeux en réseau en utilisant une ligne téléphonique. Le module XBAND s'intercalant entre la cartouche de jeu et la console, les développeurs du XBAND devaient trouver un moyen de modifier le jeu afin de jouer en réseau avec plus ou moins de succès, certains jeux souffrant de lags et autre bugs.
Sur Mega Drive, un accessoire officiel de Sega existait également mais avec peu de succès, il s'agit du Sega Meganet et son modem.

### SurPlayStation
Sur la première console de Sony un câble du nom de PlayStation Link Cable permettait de relier deux consoles ensemble afin de jouer en réseau. Le nombre de jeux compatibles était de 47.